# 미켈레 캄포레세
미켈레 캄포레세(이탈리아어: Michele Camporese, 1992년 5월 19일 ~ )는 이탈리아의 축구 선수이다. 현재 세리에 B의 레지나 1914에서 수비수로 뛰고 있다.